# Cetopsorhamdia phantasia
Cetopsorhamdia phantasia är en fiskart som beskrevs av Stewart, 1985. Cetopsorhamdia phantasia ingår i släktet Cetopsorhamdia och familjen Heptapteridae. Inga underarter finns listade i Catalogue of Life.